# Asistente de Google
El Asistente de Google (en inglés: Google Assistant) es un asistente virtual desarrollado con Inteligencia artificial por Google que está disponible principalmente en dispositivos móviles y domésticos inteligentes. A diferencia de Google Now, el Asistente de Google puede participar en conversaciones bidireccionales.
El asistente debutó inicialmente en mayo de 2016 como parte de la aplicación de mensajería de Google Allo, y su altavoz activado por voz Google Home. Después de un período de exclusividad en los teléfonos inteligentes Pixel y Pixel XL, comenzó a implementarse en otros dispositivos Android en febrero de 2017, incluidos los teléfonos inteligentes de terceros y Android Wear, y se lanzó como una aplicación independiente en el sistema operativo iOS en mayo. Junto con el anuncio de un kit de desarrollo de software en abril de 2017, el Asistente se amplió y se amplía para admitir una gran variedad de dispositivos, incluidos automóviles y electrodomésticos inteligentes. La funcionalidad del Asistente también puede ser mejorada por desarrolladores externos.
Esta programado con C++, Además puede entender el lenguaje natural.
No tiene preferencias ni sentimientos aunque está programado con preferencias propias y canciones.
Los usuarios interactúan principalmente con el Asistente de Google a través de la voz natural, aunque también se admite la entrada de teclado. De la misma forma que Google Now, el Asistente puede buscar en Internet, programar eventos y alarmas, ajustar la configuración de hardware en el dispositivo del usuario y mostrar información de la cuenta de Google del usuario. Google también ha anunciado que el Asistente podrá identificar objetos y recopilar información visual a través de la cámara del dispositivo, y admitirá la compra de productos y el envío de dinero, así como la identificación de canciones.

En octubre de 2023, durante el evento del Pixel 8  se presentó una versión móvil del Gemini Gemini, originalmente llamado Asistente con Bardo y simplemente Bardo. Está previsto que sustituya al Asistente como asistente principal en dispositivos Android, aunque el Asistente original seguirá siendo opcional. El chatbot se lanzó el 8 de febrero de 2024 en Estados Unidos.

El 14 de marzo de 2025, se anunció que el Asistente dejaría de funcionar en dispositivos Android con Android 10  o superior, iOS y otros dispositivos como Google Nest, siendo reemplazado principalmente por Gemini. El Asistente se mantendría para teléfonos de gama baja o teléfonos con Android 9 "Pie" o inferior.

## Historia
El Asistente de Google fue presentado durante la conferencia de desarrolladores de Google el 18 de mayo de 2016, como parte de la presentación del parlante inteligente Google Home y la nueva aplicación de mensajería Allo; El CEO de Google, Sundar Pichai, explicó que el Asistente fue diseñado para ser una experiencia conversacional y bidireccional, y "una experiencia ambiental que se extiende a todos los dispositivos". Más tarde ese mismo mes, Google asignó al líder de Google Doodle Ryan Germick y contrató a la ex animadora de Pixar Emma Coats para desarrollar "un poco más de personalidad".

## Interacción
El Asistente de Google, en la naturaleza y la forma de Google Now, puede buscar en Internet, programar eventos y alarmas, ajustar la configuración de hardware en el dispositivo del usuario y mostrar información de la cuenta de Google del usuario. Sin embargo, a diferencia de Google Now, el Asistente puede participar en una conversación bidireccional, utilizando el algoritmo de procesamiento de lenguaje natural de Google. Los resultados de búsqueda se presentan en un formato de tarjeta que los usuarios pueden tocar para abrir la página. En febrero de 2017, Google anunció que los usuarios de Google Home podrían comprar productos de voz por voz a través de su servicio de compras Google Express, con productos disponibles de Whole Foods Market, Costco, Walgreens, PetSmart y Bed Bath & Beyond en el lanzamiento, y otros minoristas se agregaron en los siguientes meses a medida que se formaron nuevas asociaciones. El Asistente de Google puede mantener una lista de compras; esto se realizó previamente en el servicio de toma de notas Google Keep, pero la función se movió a Google Express y a la aplicación Google Home en abril de 2017, lo que ocasionó una pérdida grave de funcionalidad.
En mayo de 2017, Google anunció que el Asistente admitiría un teclado para entradas mecanografiadas y respuestas visuales, admitiría la identificación de objetos y reuniría información visual a través de la cámara del dispositivo, y admitiría la compra de productos y enviando dinero. Mediante el uso del teclado, los usuarios pueden ver un historial de consultas realizadas al Asistente de Google y editar o eliminar entradas anteriores. El Asistente advierte contra la eliminación, sin embargo, debido a su uso de entradas anteriores para generar mejores respuestas en el futuro. En noviembre de 2017, fue posible identificar las canciones que se reproducían al preguntar al Asistente.
En la conferencia anual de desarrolladores de I/O el 8 de mayo de 2018, el SEO de Google anunció la adición de seis nuevas opciones de voz para el Asistente de Google, una de las cuales es John Legend. Esto fue posible gracias a WaveNet, un sintetizador de voz desarrollado por DeepMind, que redujo significativamente la cantidad de muestras de audio que un actor de voz debía producir para crear un modelo de voz.

## Recepción
Mark Hachman de PC World dio una opinión favorable del Asistente de Google, diciendo que era un "aumento en Cortana y Siri".